# چم هندی
چم هندی، روستایی در دهستان ابوغویر بخش دشت عباس شهرستان دهلران در استان ایلام ایران است.

## جمعیت
بر پایه سرشماری عمومی نفوس و مسکن در سال ۱۳۹۵، جمعیت این روستا برابر با ۲۵۸ نفر (۵۷ خانوار) بوده‌است.